# Метчосін
Метчосін (англ. Metchosin) — окружний муніципалітет в Канаді, у провінції Британська Колумбія, у складі регіонального округу Кепітел.

## Населення
За даними перепису 2016 року, окружний муніципалітет нараховував 4708 осіб, показавши скорочення на 2,0%, у порівнянні з 2011-м роком. Середня густина населення становила 66,2 осіб/км².
З офіційних мов обидвома одночасно володіли 350 жителів, тільки англійською — 4 170, а 5 — жодною з них. Усього 265 осіб вважали рідною мовою не одну з офіційних, з них 5 — українську.
Працездатне населення становило 63,3% усього населення, рівень безробіття — 5,4% (4,9% серед чоловіків та 5,4% серед жінок). 76,8% осіб були найманими працівниками, а 22,4% — самозайнятими.
Середній дохід на особу становив $48 760 (медіана $40 539), при цьому для чоловіків — $55 737, а для жінок $41 704 (медіани — $47 943 та $33 936 відповідно).
27,3% мешканців мали закінчену шкільну освіту, не мали закінченої шкільної освіти — 14%, 58,7% мали післяшкільну освіту, з яких 42% мали диплом бакалавра, або вищий, 75 осіб мали вчений ступінь.
| Статево-вікова структура населення | Статево-вікова структура населення | Статево-вікова структура населення | Статево-вікова структура населення | Статево-вікова структура населення |
| ---------------------------------- | ---------------------------------- | ---------------------------------- | ---------------------------------- | ---------------------------------- |
|                                    |                                    |                                    |                                    |                                    |
| Всього                             | Всього                             | 52,7%47,3%                         |                                    |                                    |
| 0 — 14 років                       | 0 — 14 років                       |                                    | 12%                                | 12%                                |
| 15 — 64 років                      | 15 — 64 років                      |                                    | 66,2%                              | 66,2%                              |
| 65 і більше                        | 65 і більше                        |                                    | 21,8%                              | 21,8%                              |
| 85 і більше                        | 85 і більше                        |                                    | 1,7%                               | 1,7%                               |
| Середній вік (років)               | Середній вік (років)               | 46,147,0                           | 46,5                               | 46,5                               |
| Медіана (років)                    | Медіана (років)                    | 50,852,2                           | 51,5                               | 51,5                               |
| — чоловіки — жінки                 |                                    |                                    |                                    |                                    |

| Походження мешканців:     | Походження мешканців:     | Походження мешканців: | Походження мешканців: | Походження мешканців: |
| ------------------------- | ------------------------- | --------------------- | --------------------- | --------------------- |
| Походження                |                           |                       | осіб                  | %                     |
| Корінні американці        | Корінні американці        |                       | 205                   | 4.54%                 |
| Інше північноамериканське | Інше північноамериканське |                       | 1 240                 | 27.43%                |
| Європейське               | Європейське               |                       | 3 845                 | 85.07%                |
| британське                | британське                |                       | 3 085                 | 68.25%                |
| французьке                | французьке                |                       | 400                   | 8.85%                 |
| українське                | українське                |                       | 105                   | 2.32%                 |
| Африканське               | Африканське               |                       | 15                    | 0.33%                 |
| Азійське                  | Азійське                  |                       | 185                   | 4.09%                 |
| Океанійське               | Океанійське               |                       | 60                    | 1.33%                 |

| Зайнятість населення за галузями (за класифікацією NOC): | Зайнятість населення за галузями (за класифікацією NOC): | Зайнятість населення за галузями (за класифікацією NOC): | Зайнятість населення за галузями (за класифікацією NOC): | Зайнятість населення за галузями (за класифікацією NOC): |
| -------------------------------------------------------- | -------------------------------------------------------- | -------------------------------------------------------- | -------------------------------------------------------- | -------------------------------------------------------- |
|                                                          |                                                          |                                                          |                                                          |                                                          |
| Управління                                               | Управління                                               |                                                          | 12,7%                                                    | 12,7%                                                    |
| Бізнес, фінанси та адміністрування                       | Бізнес, фінанси та адміністрування                       |                                                          | 14,3%                                                    | 14,3%                                                    |
| Природничі та прикладні науки                            | Природничі та прикладні науки                            |                                                          | 8,5%                                                     | 8,5%                                                     |
| Охорона здоров'я                                         | Охорона здоров'я                                         |                                                          | 5,2%                                                     | 5,2%                                                     |
| Освіта, правозахист, муніципальні та урядові служби      | Освіта, правозахист, муніципальні та урядові служби      |                                                          | 14,1%                                                    | 14,1%                                                    |
| Мистецтво, культура, відпочинок та спорт                 | Мистецтво, культура, відпочинок та спорт                 |                                                          | 3,8%                                                     | 3,8%                                                     |
| Роздрібна торгівля та послуги                            | Роздрібна торгівля та послуги                            |                                                          | 16,1%                                                    | 16,1%                                                    |
| Гуртова торгівля, транспорт та обладнання                | Гуртова торгівля, транспорт та обладнання                |                                                          | 19,5%                                                    | 19,5%                                                    |
| Природні ресурси, сільське господарство                  | Природні ресурси, сільське господарство                  |                                                          | 4,4%                                                     | 4,4%                                                     |
| Виробництво                                              | Виробництво                                              |                                                          | 1,2%                                                     | 1,2%                                                     |

## Клімат
Середня річна температура становить 10°C, середня максимальна – 20,2°C, а середня мінімальна – -1,1°C. Середня річна кількість опадів – 926 мм.
| Клімат поселення                              | Клімат поселення | Клімат поселення | Клімат поселення | Клімат поселення | Клімат поселення | Клімат поселення | Клімат поселення | Клімат поселення | Клімат поселення | Клімат поселення | Клімат поселення | Клімат поселення | Клімат поселення |
| Показник                                      | Січ.             | Лют.             | Бер.             | Квіт.            | Трав.            | Черв.            | Лип.             | Серп.            | Вер.             | Жовт.            | Лист.            | Груд.            |                  |
| Середній максимум, °C                         | 8,86             | 10,12            | 11,47            | 13,71            | 16,80            | 19,43            | 19,78            | 20,19            | 17,61            | 13,27            | 9,36             | 7,27             |                  |
| Середня температура, °C                       | 3,86             | 5,13             | 6,49             | 8,72             | 11,80            | 14,43            | 16,73            | 17,13            | 14,57            | 10,22            | 6,31             | 4,22             |                  |
| Середній мінімум, °C                          | −1,12            | 0,13             | 1,50             | 3,72             | 6,82             | 9,43             | 13,67            | 14,10            | 11,50            | 7,17             | 3,27             | 1,17             |                  |
| Норма опадів, мм                              | 149              | 106              | 81               | 52               | 34               | 26               | 19               | 25               | 34               | 87               | 159              | 154              |                  |
| Середньомісячна швидкість вітру, м/с          | 3.60             | 3.42             | 3.52             | 3.48             | 3.45             | 3.48             | 3.33             | 3.02             | 2.65             | 2.84             | 3.55             | 3.62             |                  |
| Середньомісячна сонячна радіація, кДж/м²·день | 3291             | 6169             | 9884             | 14768            | 18622            | 20199            | 21137            | 18099            | 13314            | 7135             | 3699             | 2597             |                  |
| --------------------------------------------- | ---------------- | ---------------- | ---------------- | ---------------- | ---------------- | ---------------- | ---------------- | ---------------- | ---------------- | ---------------- | ---------------- | ---------------- | ---------------- |
| Джерело:                                      |                  |                  |                  |                  |                  |                  |                  |                  |                  |                  |                  |                  |                  |